# Čukalovce
Čukalovce es un municipio del distrito de Snina en la región de Prešov, Eslovaquia, con una población estimada a final del año 2024 de 156 habitantes.
Se encuentra ubicado al este de la región, en el valle del río Cirocha (cuenca hidrográfica del río Tisza) y cerca de la frontera con Ucrania.

## Demografía
| Año        | 1994 | 2004    | 2014     | 2024     |
| ---------- | ---- | ------- | -------- | -------- |
| Población  | 169  | 153     | 175      | 156      |
| Diferencia |      | −9,46 % | +14,37 % | −10,85 % |

| Año        | 2023 | 2024   |
| ---------- | ---- | ------ |
| Población  | 160  | 156    |
| Diferencia |      | −2,5 % |